# مارینو لومباردو
مارینو لومباردو (انگلیسی: Marino Lombardo؛ ۹ آوریل ۱۹۵۰ – ۹ مارس ۲۰۲۱ (aged 70)) بازیکن فوتبال اهل ایتالیا بود.
از باشگاه‌هایی که در آن بازی کرده‌است می‌توان به باشگاه فوتبال پرو گوریتسیا، باشگاه فوتبال تورینو، باشگاه فوتبال پیستویزه، باشگاه فوتبال تریستیانا، باشگاه فوتبال دلفینو پسکارا، باشگاه فوتبال چزنا، و باشگاه فوتبال اتلتیکو آرتزو اشاره کرد.